# Pieter Post

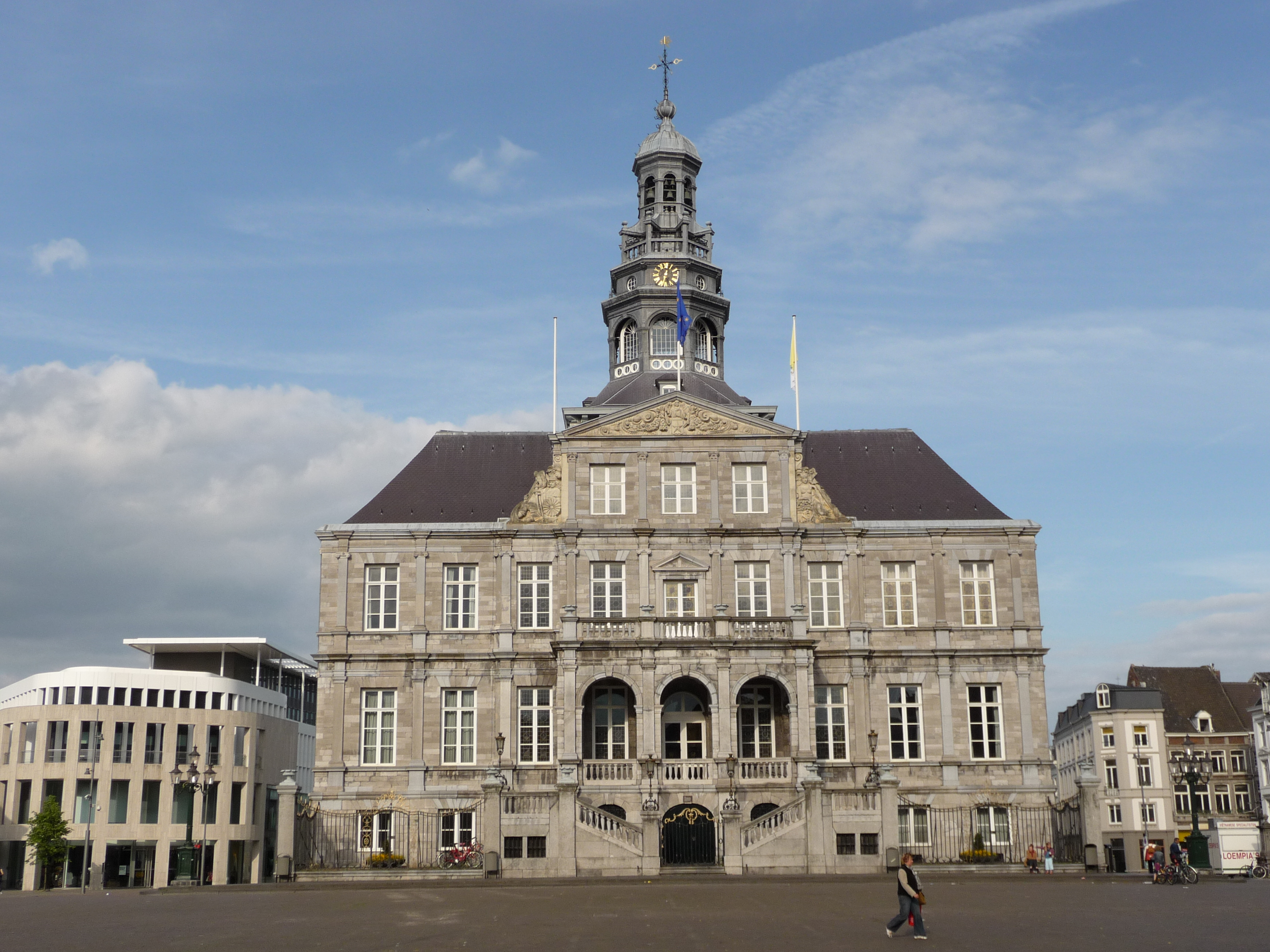
Municipio di Maastricht

Pieter Post (Haarlem, 1608 – L'Aia, 1669) è stato un architetto e pittore olandese.

## Biografia
La sua attività cominciò sotto la guida di Jacob van Campen, di cui fu assistente nel Municipio di Amsterdam e nel Mauritshuis.
Divenne quindi uno dei principali esponenti del Classicismo barocco olandese, uno stile austero, senza eccessi ed economico, in parte derivato dall'opera di Andrea Palladio.
Uno dei suoi principali progetti è quello della residenza Huis ten Bosch presso L'Aia (1645-1651), in seguito stravolta da aggiunte settecentesche.
Pochi anni dopo, pilastri tuscanici e basamento rustico fecero la loro comparsa nella pesa pubblica di Leida (1658), mentre di maggiore rilievo è il Municipio di Maastricht (dal 1659 circa), che influenzerà l'architettura civile dei Paesi Bassi.
Più tarda è la Oostkerk, una chiesa protestante di Middelburg costruita il 1664 ed il 1667 facendo ricorso ad una pianta ottagonale sormontata da una vasta cupola.
La figlia di Pieter Post sposò l'anatomista e botanico Frederik Ruysch.